# Pausenpaleis (Sorgues)

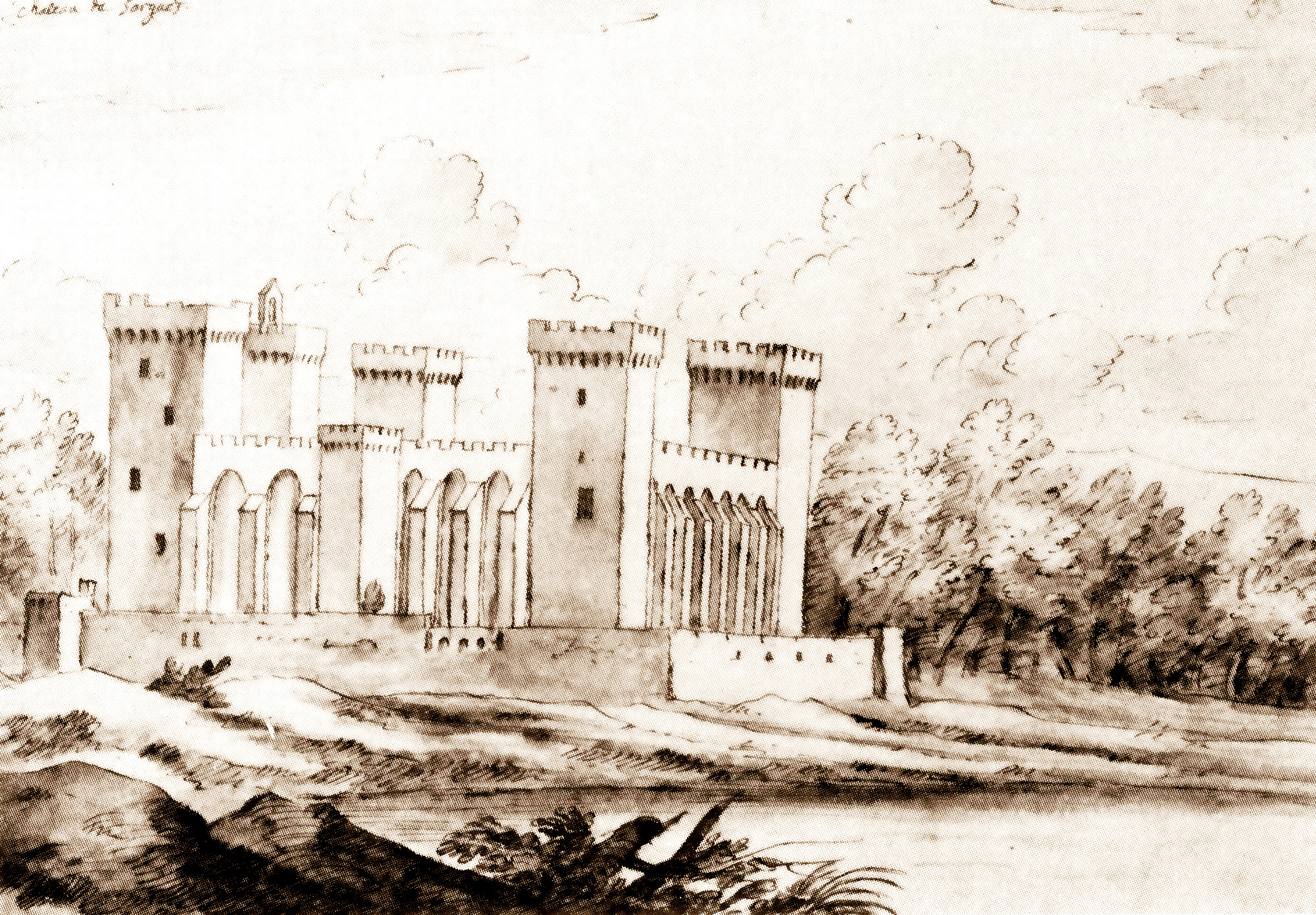
Het pausenpaleis op een schets (ca. 1700)

Het pausenpaleis (Frans: palais des papes) in Sorgues (Vaucluse) was een middeleeuws kasteel gebouwd door de pausen tijdens hun ballingschap in Avignon. Het paleis is afgebroken en enkel een muurfragment en enkele ruïnes bleven bewaard.

## Geschiedenis
Paus Johannes XXII besloot tot de bouw van het paleis in 1317 en de bouw duurde van 1318 tot 1324. Het was dus ouder dan het pausenpaleis in Avignon, gebouwd tussen 1335 en 1352.
Het paleis bevatte woonruimten voor de paus en zijn hofhouding, maar ook een ontvangstzaal en een zaal voor consistories met de kardinalen. Verder was de pauselijke munt (Hôtel des monnaies) ondergebracht in het paleis, tot deze in 1354 verhuisde naar Avignon. In 1364 maakte Urbanus V van het paleis zijn zomerresidentie. Na het einde van het Westers Schisma in 1417 en het vertrek van de pausen uit Avignon bleef het paleis pauselijk bezit. Sorgues lag in de Comtat Venaissin, de pauselijke staat die pas in 1791 een deel van Frankrijk werd.
Op 2 augustus 1562 werd het pausenpaleis, dat verdedigd werd door een Italiaans garnizoen, veroverd door de protestantse troepen van François de Beaumont, baron van Adrets. Het paleis werd geplunderd en in brand gestoken. Toch bleef de bouwstructuur behouden en in 1786 volgde nog een restauratie. Na de aanhechting bij Frankrijk werd het paleis in beslag genomen en verkocht. Het werd afgebroken en de stenen werden verkocht.

## Beschrijving

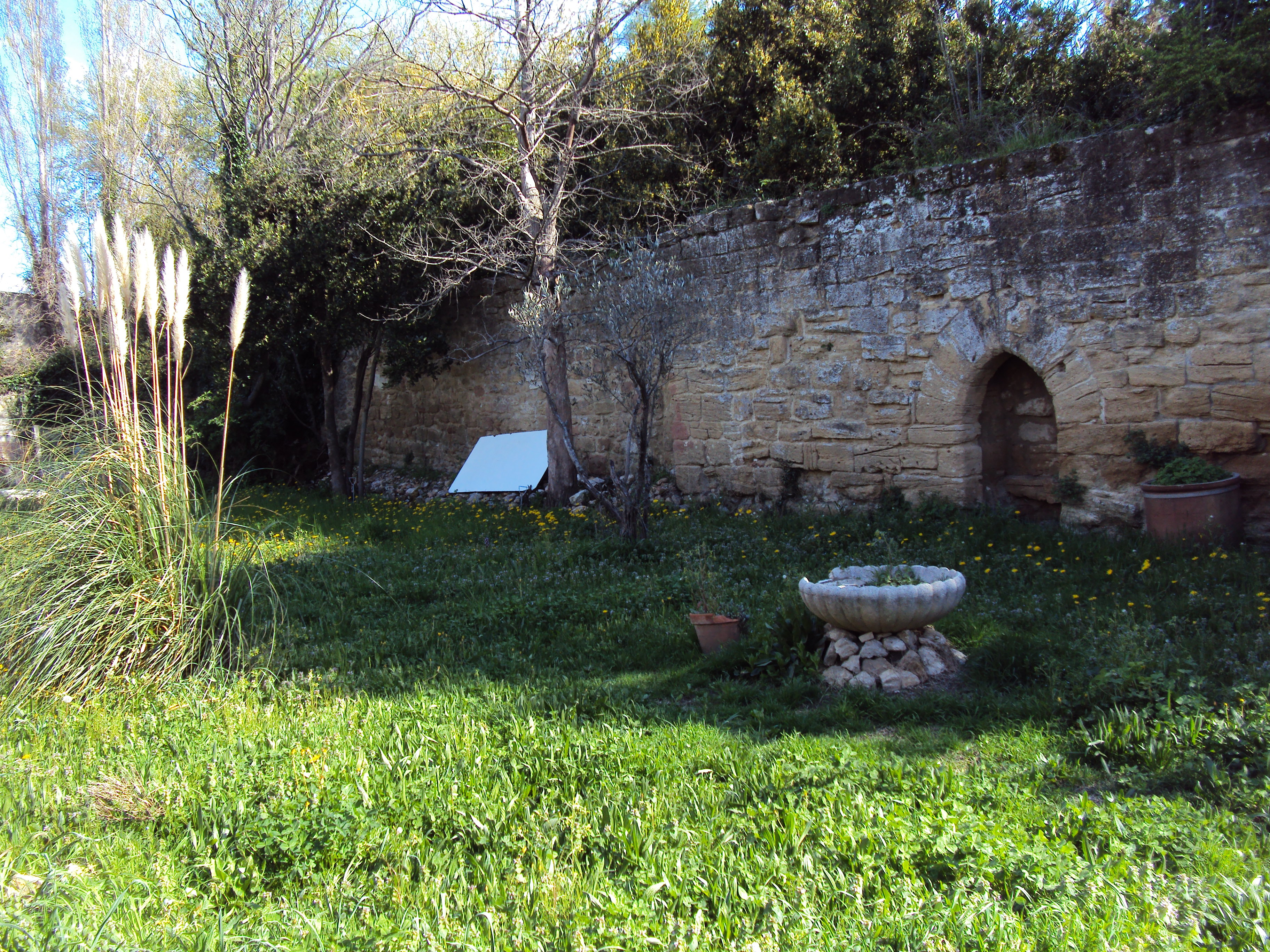
Resten van de muur rond de paleistuin

Het paleis bevond zich ten noorden van het centrum van Sorgues aan de oever van de Ouvèze. Alhoewel het paleis grotendeels verdwenen is kan het uitzicht ervan gereconstrueerd worden aan de hand van de overgebleven delen, archeologisch onderzoek, een kadasterplan uit 1810 en oude afbeeldingen van het kasteel. Er bestaan drie anonieme schetsen van het kasteel gemaakt aan het einde van de 17e of het begin van de 18e eeuw. Deze tonen een kasteel op een vierhoekig grondplan met op elke hoek een vierkanten toren. In het midden van de westelijke vleugel was er een vijfde toren boven de ingangspoort. De torens en de muren waren voorzien van kantelen en mezekouwen. Een brug aan de westelijke zijde leidde door de ingangspoort naar een binnenplaats.
Verder is er op de schetsen een zesde, lage toren te zien in het midden van de zuidelijke vleugel. Deze toren bevatte mogelijk de trap die de consistoriezaal verbond met de kapel die zich in deze vleugel bevonden. In de oostelijke vleugel waren de pauselijke appartementen en vermoedelijk ook het refectorium (herbouwd in 1327) ondergebracht. In de noordelijke vleugel was een grote ontvangstzaal en in de westelijke vleugel de toegangspoort met errond mogelijk kamers voor ridders. Ook in de hoektorens waren leefruimten ingericht.
Apart van het kasteel stond de audiëntiezaal, die werd gebouwd tussen 1322 en 1324. Hierdoor konden toeschouwers de pauselijke audiënties bijwonen buiten de kasteelmuren. De tuinen van het paleis strekten zich uit ten oosten van het pausenpaleis van de de rivier Sorgue in het noorden tot de audiëntiezaal in het zuiden.
Op het Napoleontisch kadasterplan van 1810 zijn enkel nog de noordwestelijke hoektoren en muurfragmenten te zien. Ook op een gravure uit 1817 is deze hoektoren nog te zien. Deze is sindsdien afgebroken en enkel de buitenmuur tussen deze hoektoren en de ingangspoort is deels bewaard. Dit stuk muur van 25 meter lang en 12 meter hoog is verwerkt in vier woningen. De ramen op de vierde verdieping zijn boogramen. Ernaast zijn nog resten van de toegangspoort bewaard.

## Afbeeldingen

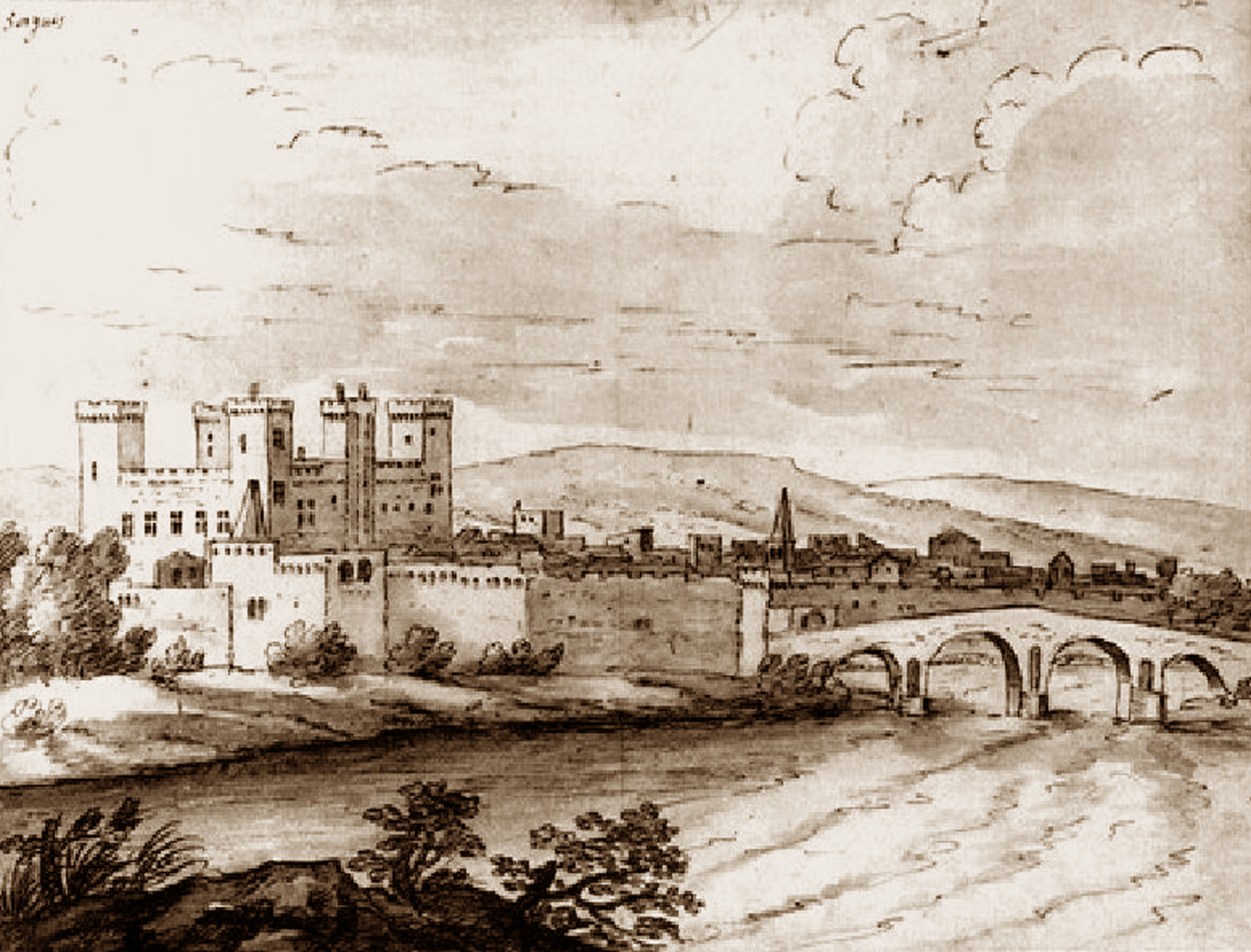
Schets (ca. 1700)
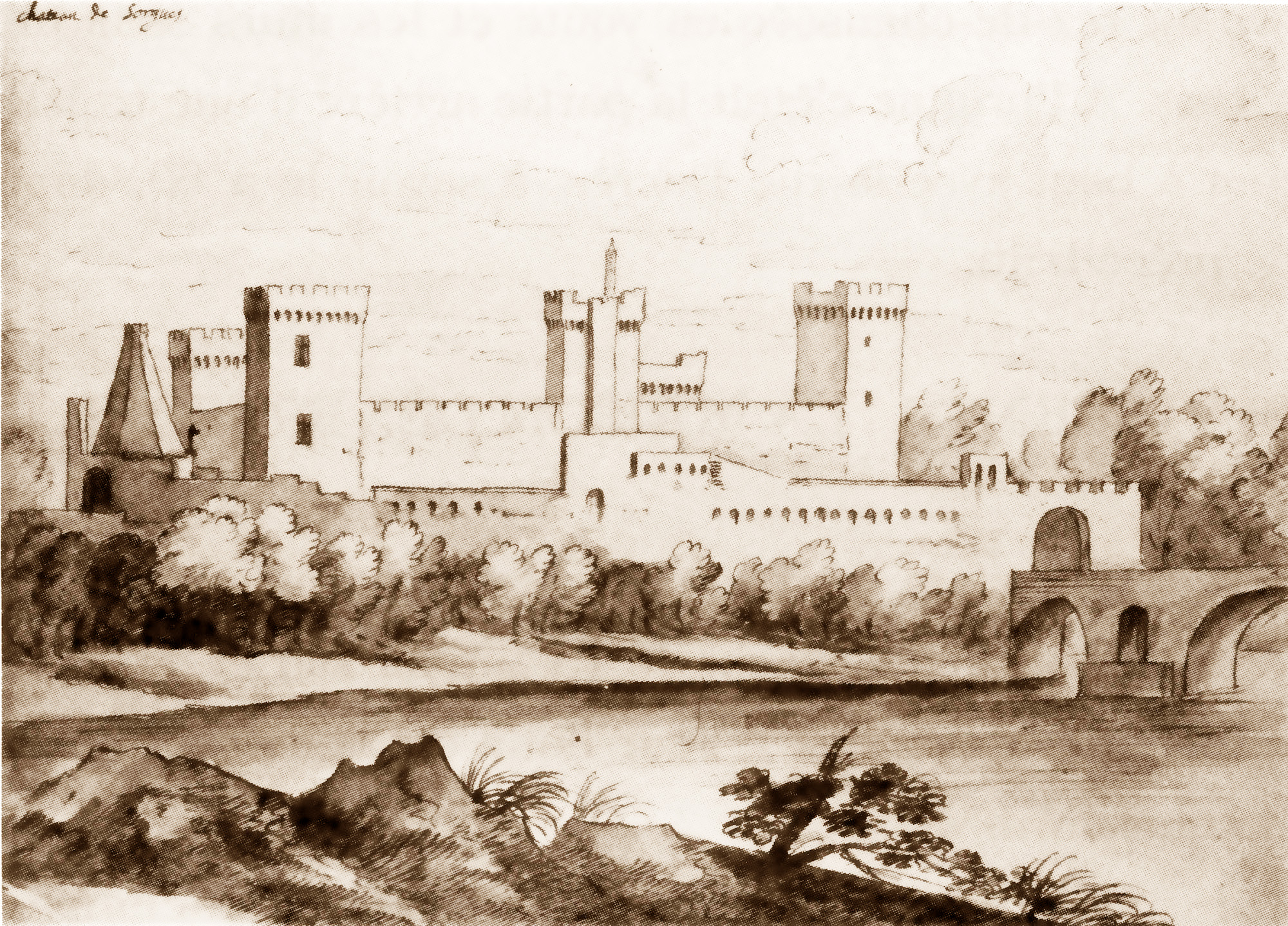
Schets (ca. 1700)
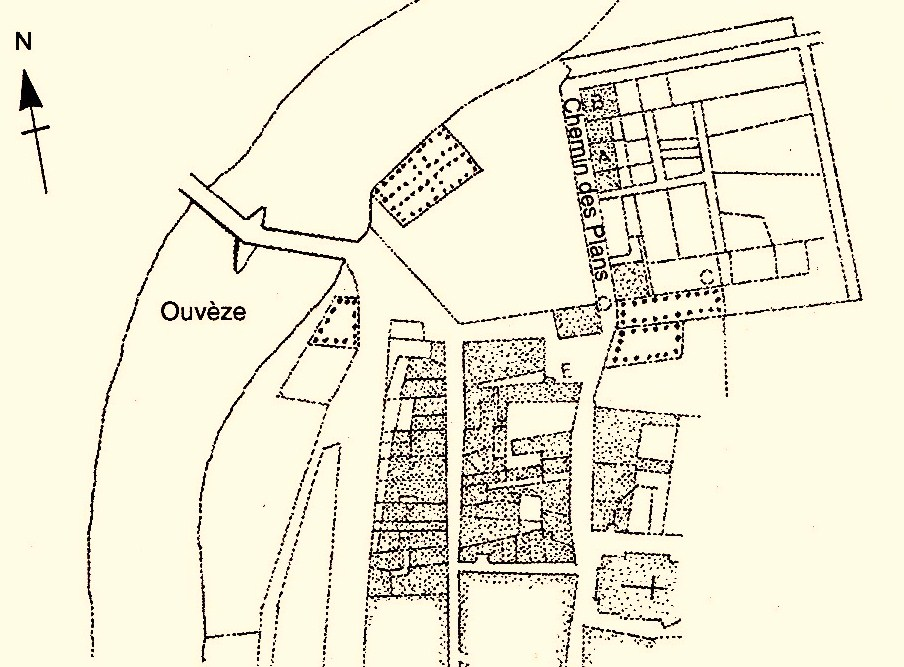
Grondplan op basis van de kadasterplannen uit 1810: A is het bewaard deel van de westelijke vleugel, B is de noodwestelijke toren
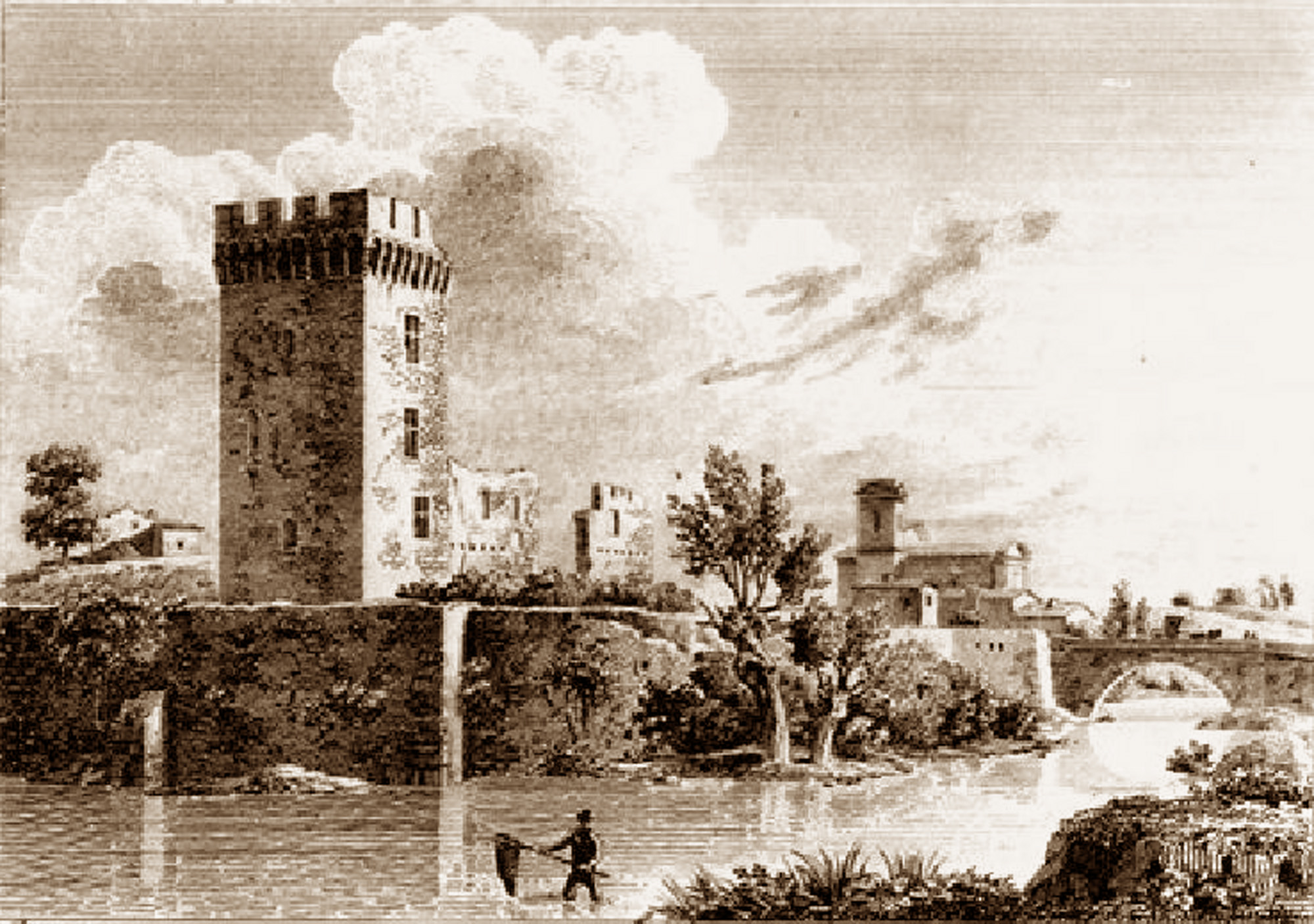
Noordwestelijke hoektoren op een gravure (1817)
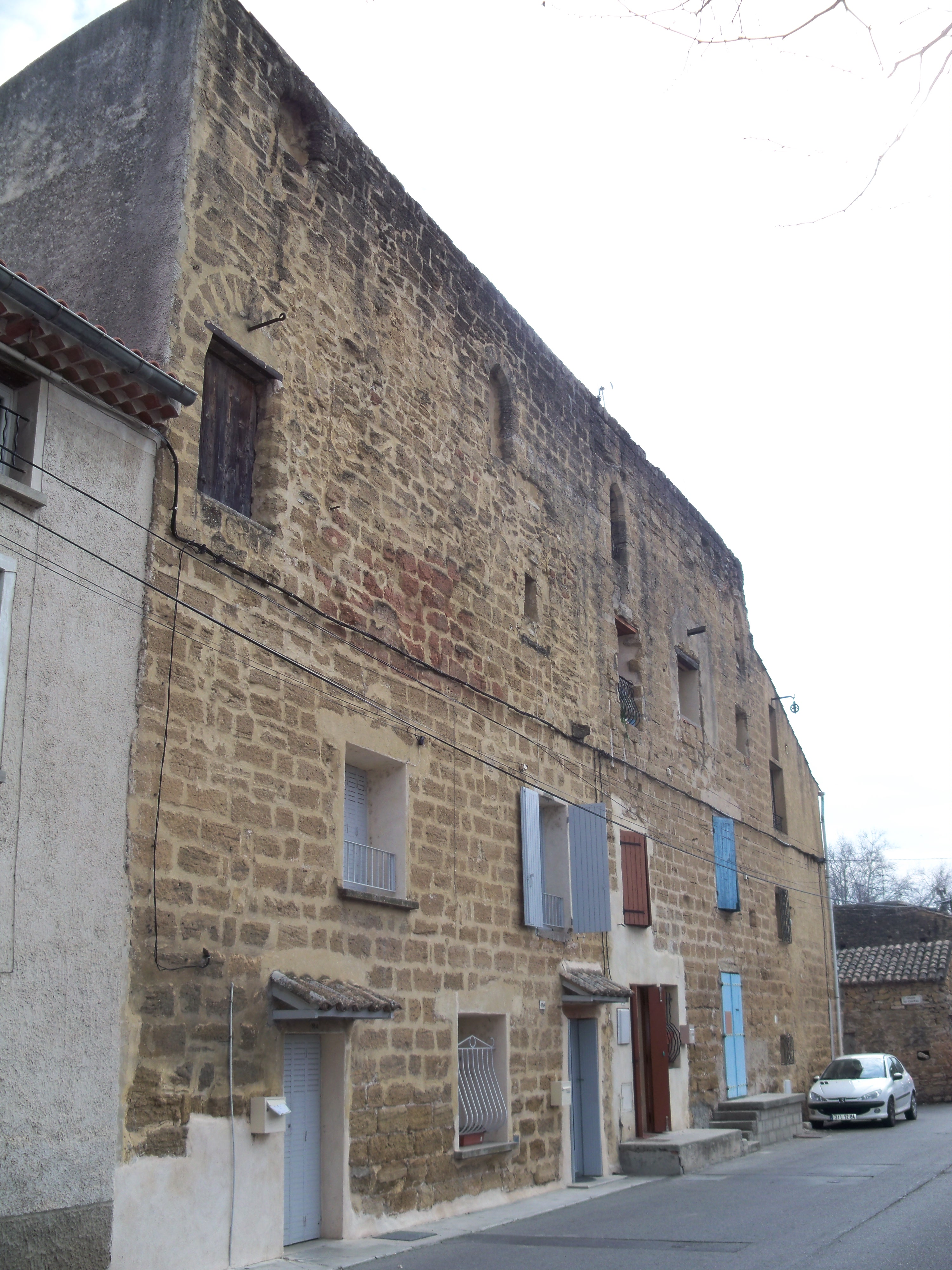
Bewaard deel van de westelijke vleugel
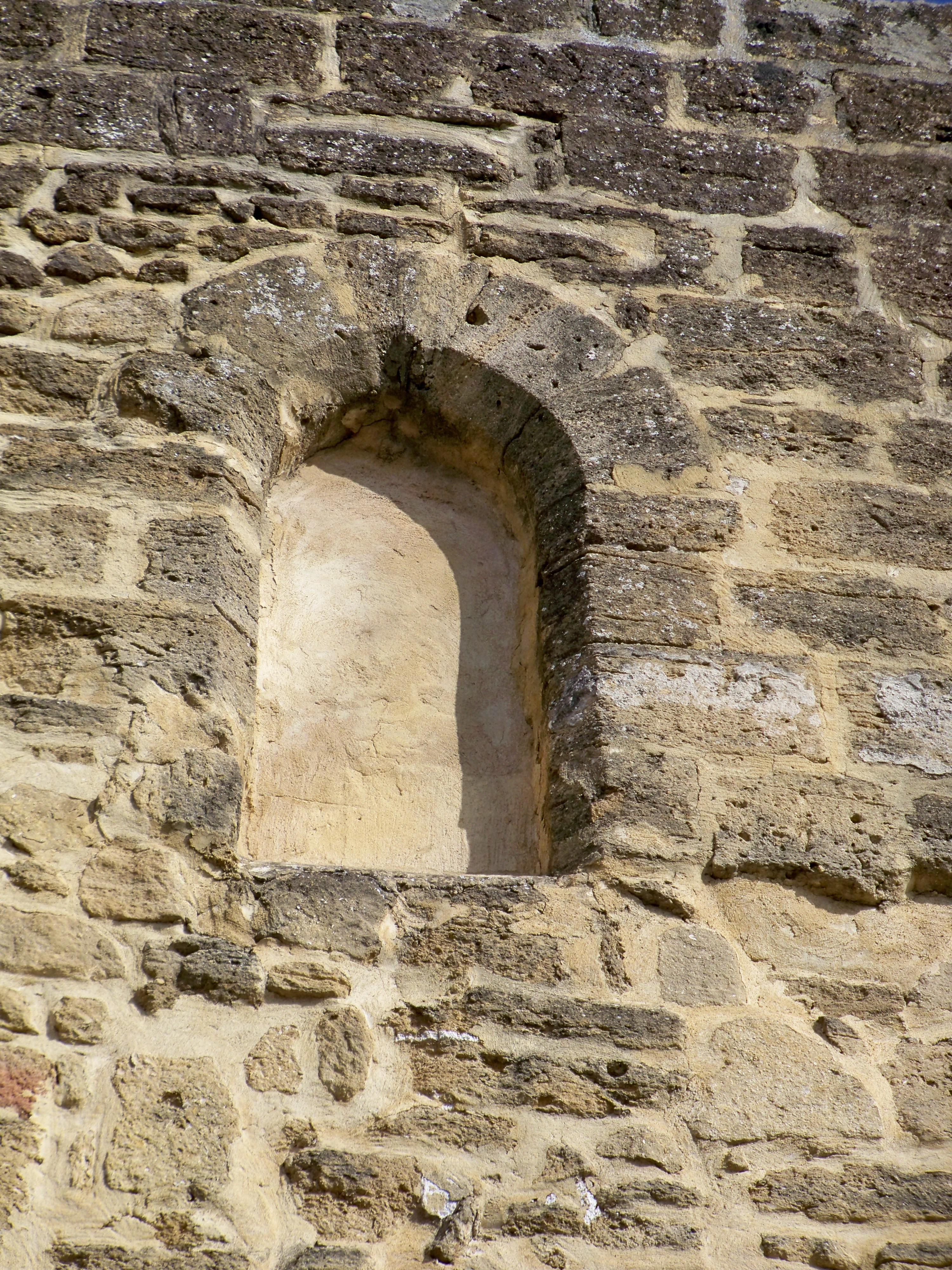
Boogvenster in de westelijke vleugel
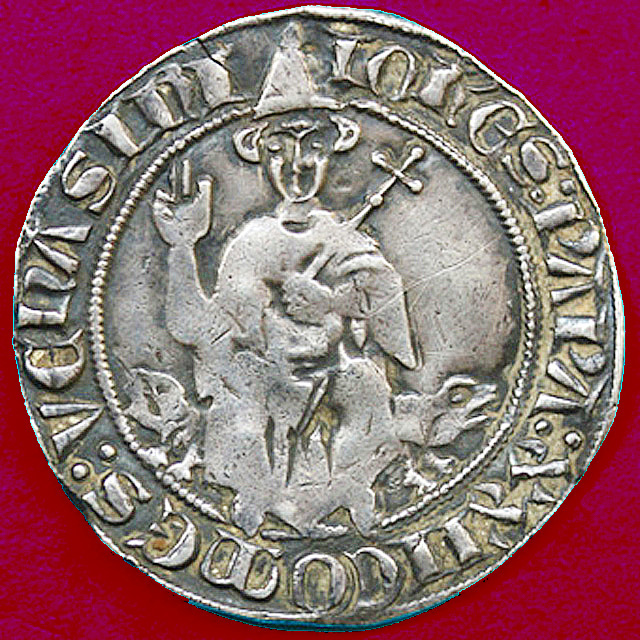
Munt van Johannes XXII geslagen in Sorgues